# Anasagasti

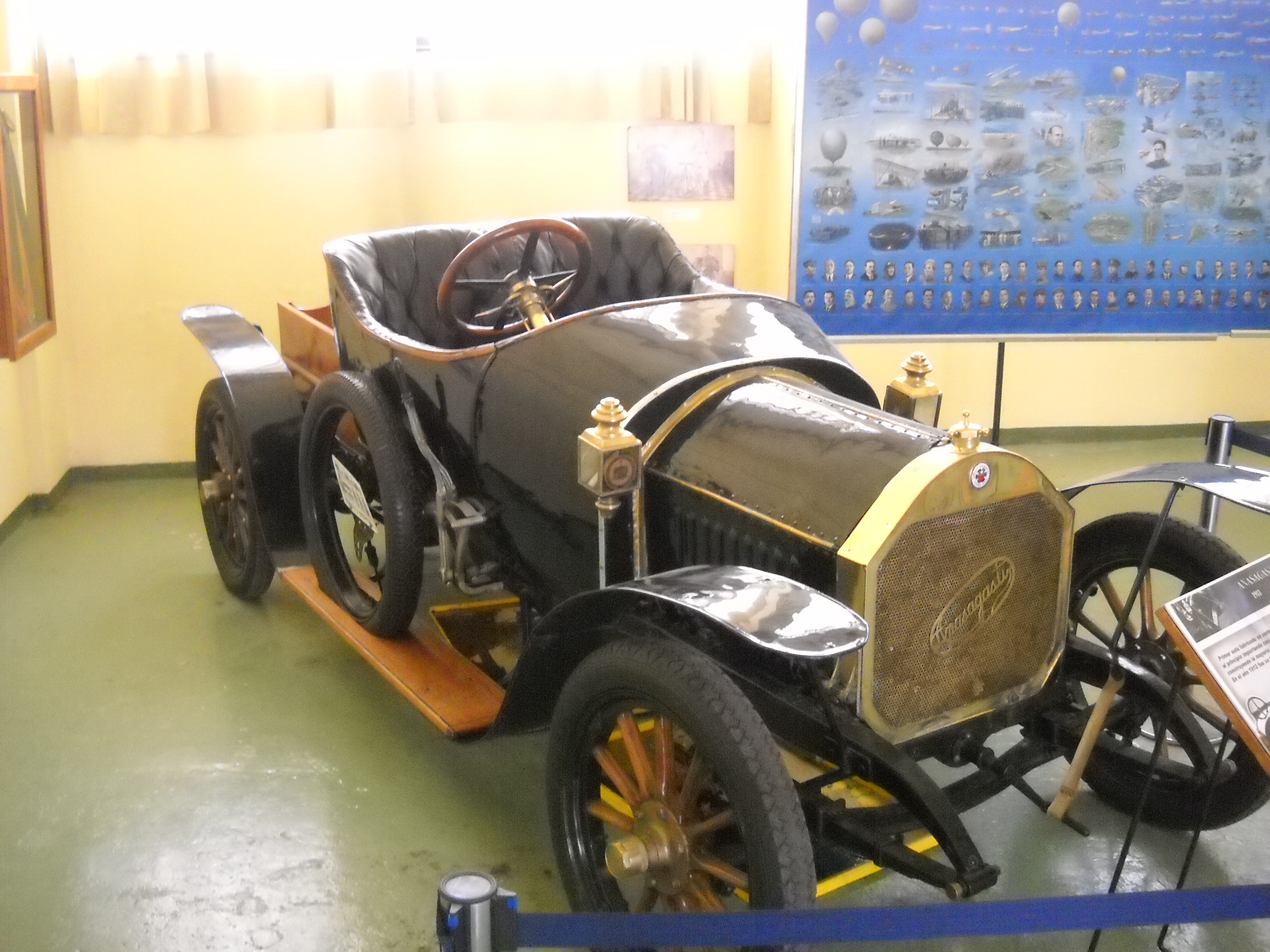
Anasagasti

Horacio Anasagasti & Cia war ein argentinischer Hersteller von Automobilen.

## Unternehmensgeschichte
Horacio Anasagasti gründete 1910 das Unternehmen in Buenos Aires. Zunächst importierte er Automobile aus Europa. 1911 begann die Produktion von Automobilen mit Einbaumotoren aus Frankreich. Der Markenname lautete Anasagasti. 1915 endete die Produktion, da die französischen Motorenlieferanten aufgrund des Ersten Weltkriegs keine Motoren mehr liefern konnten. Insgesamt entstanden etwa 30 Fahrzeuge, von denen zwei noch existieren.

## Fahrzeuge
Anasagasti bezog zunächst Motoren von Établissements Ballot. Angegeben sind Motoren mit 12 HP und 15 HP, wobei unklar ist, ob es sich dabei um französische Steuer-PS oder um die reine Motorleistung in PS handelte.
Später kamen Motoren von Picker-Janvier zum Einsatz.
Horacio Anasagasti setzte das erste Fahrzeug am 17. September 1911 bei der Wettfahrt von Rosario nach Córdoba und zurück nach Rosario ein, fiel allerdings mit einem mechanischen Defekt aus. Weitere Renneinsätze folgten.